# Deborah Foreman
Deborah Lynn Foreman (Montebello, 12 ottobre 1962) è un'attrice statunitense. È nota per il suo ruolo da protagonista nel film del 1983 La ragazza di San Diego (Valley Girl), come Julie Richman, con Nicolas Cage. È stata coprotagonista in Waxwork - Benvenuti al museo delle cere del 1988.

## Filmografia

### Cinema
- I'm Dancing as Fast as I Can, regia di Jack Hofsiss (1982)
- La ragazza di San Diego (Valley Girl), regia di Martha Coolidge (1983)
- Grizzly II: The Predator, regia di André Szöts (1983)
- Scuola di geni (Real Genius), regia di Martha Coolidge (1985)
- È antipatico ma lo sposo (My Chauffeur), regia di David Beaird (1986)
- 3:15, regia di Larry Gross (1986)
- Pesce d'Aprile (April Fool's Day), regia di Fred Walton (1986)
- L'occhio della morte (Destroyer), regia di Robert Kirk (1988)
- Waxwork - Benvenuti al museo delle cere (Waxwork), regia di Anthony Hickox (1988)
- Gli esperti americani (The Experts), regia di Dave Thomas (1989)
- I marziani invadono la Terra (Lobster Man from Mars), regia di Stanley Sheff (1989)
- Tramonto (Sundown: The Vampire in Retreat), regia di Anthony Hickox (1989)
- Crazy Horse: una commedia degli errori (Friends, Lovers, & Lunatics), regia di Stephen Withrow (1989)
- Svitati (Lunatics: A Love Story), regia di Josh Becker (1991)
- Beautiful Loser, regia di John Nolte (2008)
- La ragazza di San Diego (Valley Girl), regia di Rachel Lee Goldenberg (2020)
- The Demons Within, regia di Stephanie Hensley (2023)

### Televisione
- The Grady Nutt Show, regia di Jack Shea - film TV (1981)

- Incubo dietro le sbarre (In the Custody of Strangers), regia di Robert Greenwald - film TV (1982)
- T.J. Hooker - serie TV, episodi 1x3-2x8 (1982)
- Romance Theatre - serie TV, 5 episodi (1983)
- Casa Keaton (Family Ties) - serie TV, episodi 1x21 (1983)
- A passo di fuga (Hot Pursuit) - serie TV, episodi 1x4-1x5 (1984)
- Maggie, regia di Waris Hussein - film TV (1986)
- Charlie Barnett's Terms of Enrollment, regia di Laurie Frank - film TV (1986)
- MacGyver - serie TV, episodi 6x14 (1991)
- Marshal (The Marshal) - serie TV, episodi 2x4 (1995)